# 本田昌昭
本田 昌昭（ほんだ まさあき、1963年 - ）は、日本の 建築意匠/建築デザイン・建築史学者。オランダ近代建築の巨匠、J.J.P.アウト研究の第一人者の一人。大阪工業大学工学部建築学科教授。博士（学術）（京都工芸繊維大学）・一級建築士。日本建築学会論文集査読委員。
専門は、建築意匠・建築設計・建築史。

## 略歴
1986年京都工芸繊維大学工芸学部住環境学科卒業後、大和ハウス工業勤務を経て、1989年京都工芸繊維大学大学院博士前期課程に入学、同大学博士後期課程修了。博士（学術）（論文： J.J.P.アウトの「デ・ステイル」期の活動に関する研究）。京都工芸繊維大学研究員などを経て、2004年大阪工業大学工学部建築学科に着任し、2025年現在、同大学建築学科教授。一級建築士。2006年より日本建築学会論文集査読委員。2010年意匠学会論文査読者。
研究は、オランダ近代建築を中心に、西洋近代から現代建築まで、さらには、日本の近・現代建築を対象とし、建築思想や設計手法を探求している
。
主な所属学会は、建築史学会、日本建築学会など。
主な著書は、「テキスト 建築の20世紀」（学芸出版社）、「作家たちのモダニズム」（学芸出版社） 、「デ・ステイル 1917-1932」（河出書房新社） 、建築設計演習1基礎編-図法から空間へ（鹿島出版会） など。
指導する大阪工業大学建築学科研究室のメンバーが、「ASIA YOUNG DESIGNER AWARD」2017で優秀賞、日本建築学会2022年度支部共通事業設計競技で最優秀賞を受賞している。